# イオフェタミン (123I)
イオフェタミン (123I)（Iofetamine (123I)）は、別名N-isopropyl-(123I)-p-iodoamphetamine（IMP）とも呼ばれる脂溶性アミンであり、単一光子放出型コンピュータ断層撮影法（SPECT）による脳血液灌流画像診断に用いられる放射性医薬品である。 放射性同位元素であるヨウ素123で標識され、米国では、非ラクナ梗塞および複雑部分発作の局在判定および評価、ならびにアルツハイマー病の早期診断のための診断補助薬として使用が承認されている。

## 効能・効果
日本での効能・効果は「局所脳血流シンチグラフィ」とされている。

## 薬物動態
静脈に注入されたイオフェタミンは肺循環を経て脳に至り、初回循環で高率に脳内に取り込まれる。N-イソプロピル-4-ヨードアンフェタミン（123I）の脳への集積は投与後20〜30分でピークに達し、脳内分布は時間とともに徐々に変化する。代謝産物の4-ヨードアンフェタミン（123I）の脳での挙動はイオフェタミンとほぼ同じである。

## 薬理・毒性
アンフェタミンの類縁物質であるイオフェタミンは、d-アンフェタミンや p-クロロアンフェタミン等のアンフェタミン類と同様に，セロトニンやノルアドレナリンの再取り込みを阻害し，これらの神経伝達物質やドーパミンの放出を誘導することが示されている。 また、親油性が高い為、血液脳関門を速やかに通過する。従って、医学的には報告されていないが、イオフェタミンには精神刺激作用や共感作用がある可能性がある。しかし、構造活性相関に基づくと、他のパラハロゲン化アンフェタミンと同様にセロトニン作動性神経及びドーパミン作動性神経に対して強い神経毒性を示す可能性もある。

## 参考資料
1. 1 2  『Index Nominum 2000: International Drug Directory』Taylor & Francis US、2000年、562頁。ISBN 978-3-88763-075-1。2012年4月25日閲覧。
2. 1 2  “Iofetamine hydrochloride I 123: a new radiopharmaceutical for cerebral perfusion imaging”. DICP: The Annals of Pharmacotherapy 23 (1):  19–24. (January 1989). doi:10.1177/106002808902300103. PMID 2655294.
3. ↑  “Brain imaging with emission computed tomography and radiolabeled amines”. Investigative Radiology 17 (3):  206–15. (1982). doi:10.1097/00004424-198201730-00002. PMID 6811496.
4. 1 2 3  “イオフェタミン（123I）注射液「第一」（111MBq）／ イオフェタミン（123I）注射液「第一」（167MBq）／ イオフェタミン（123I）注射液「第一」（222MBq）添付文書”. www.info.pmda.go.jp.   PMDA. 2021年5月9日閲覧。
5. ↑  “N-isopropyl-[123I p-iodoamphetamine: single-pass brain uptake and washout; binding to brain synaptosomes; and localization in dog and monkey brain”]. Journal of Nuclear Medicine 21 (10):  947–52. (October 1980). PMID 6775056.
6. ↑  “Serotonin uptake in cerebral cortex cultures: imipramine-like inhibition by N-isopropyl-p-iodoamphetamine”. Experimental Neurology 103 (3):  297–9. (March 1989). doi:10.1016/0014-4886(89)90055-1. PMID 2920796.